# Ruperto Long
Ruperto Long (Rosario, Uruguai, 23 de dezembro de 1952) é um engenheiro, político e escritor uruguaio.

## Biografia
Long estudou Engenharia na Universidade da República; depois estudou Gestão da Tecnologia na Harvard Business School.
Trabalhou em várias instituições uruguaias, incluidas a UTE e o LATU, que presidiou (1990-2003).
Foi Senador pelo Partido Nacional (2005-2010).
É também escritor. Suas obras:
- Che Bandoneón (2002).
- Hablando claro (2009).
- No dejaré memorias. El enigma del Conde de Lautréamont (2012).